# 蕭子邕
蕭子邕（6世紀—6世紀），南蘭陵郡蘭陵縣（今江蘇省常州市武進區）人，南朝梁宗室，始興忠武王蕭憺之孫，中宿侯之子。

## 生平
蕭子邕初以中宿侯嗣子的身份拜中宿世子。
太清三年（549年），建康城被侯景攻陷。大寶元年（550年）十一月，因侯景外出征討、建康城空虛，南康嗣王蕭會理與太子左衞將軍柳敬禮、西鄉侯蕭勸、東鄉侯蕭勉等人謀劃起兵誅殺留守建康城的侯景部屬王偉。蕭子邕與建安侯蕭賁得知後，向王偉告發了蕭會理等人所謀，蕭會理等人遂被誅殺。
同年十二月，侯景以蕭子邕告發之功，矯詔封其為隋郡王，並賜姓侯氏。蕭子邕後擔任都官尚書，餘事不詳。